# Uniondale, New York
Uniondale är en ort i Nassau County i delstaten New York i USA. 2010 uppgick invånarna till 24 759 i antal.

## Sport
I Uniondale spelade mellan 1972 och 2015 NHL-laget New York Islanders sina hemmamatcher i Nassau Veterans Memorial Coliseum. Här finns också Mitchel Athletic Complex, där fotbollslaget Long Island Rough Riders spelar sina hemmamatcher, och Long Island Lizards i Major League Lacrosse. 

### Fotnoter
1. ↑  ”Uniondale CDP, New York” (på engelska). Factfinder. 16 maj 2010. Arkiverad från originalet den 12 februari 2020. https://archive.today/20200212234526/http://factfinder.census.gov/faces/nav/jsf/pages/community_facts.xhtml#none. Läst 8 november 2015.